# (5736) Sanford
(5736) Sanford est un astéroïde de la ceinture principale.

## Description
(5736) Sanford est un astéroïde de la ceinture principale. Il fut découvert le 6 juin 1989 à l'Observatoire Palomar par Eleanor Francis Helin. Il présente une orbite caractérisée par un demi-grand axe de 2,38 UA, une excentricité de 0,28 et une inclinaison de 21,6° par rapport à l'écliptique.

## Compléments